# Astragalus gilgitensis
Astragalus gilgitensis es una especie de planta del género Astragalus, de la familia de las leguminosas, orden Fabales.

## Distribución
Astragalus gilgitensis se distribuye por Afganistán, Cachemira paquistaní, Jammu y Cachemira.

## Taxonomía
Fue descrita científicamente por Ali. Fue publicada en Phyton (Horn) 11: 135 (1966).